# NGC 5656
NGC 5656 (również PGC 51831 lub UGC 9332) – galaktyka spiralna (Sab), znajdująca się w gwiazdozbiorze Wolarza. Odkrył ją William Herschel 1 maja 1785 roku.